# Großmogul (Diamant)

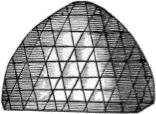
Zeichnung des Großmoguls

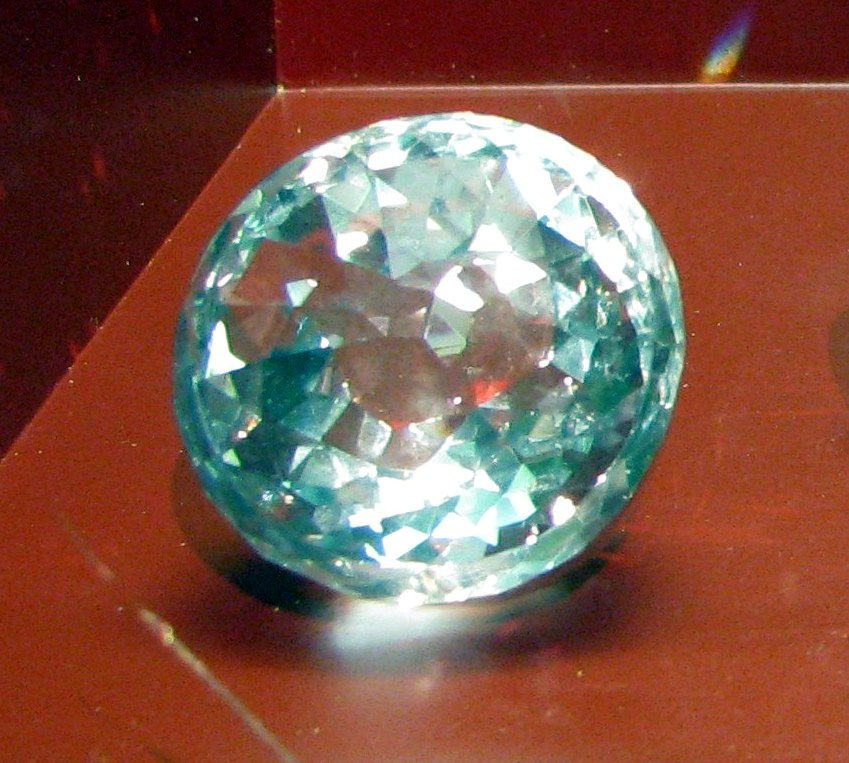
Kopie des Großmoguls

Der Großmogul ist der elftgrößte bekannte Diamant der Welt.
Seinen Namen erhielt er vom Titel Großmogul, den die Herrscher des Mogulreichs führten. Der Edelstein gehörte neben Pfauenthron und Koh-i-Noor, einem weiteren berühmten Diamanten, zu ihren Insignien.
Der Großmogul wurde um 1650 in der indischen Kollur-Mine in Golkonda gefunden. Das Rohgewicht betrug 787,5 Karat (157,5 Gramm), andere Angaben nennen 793, 807 oder 817 Karat. Im 17. Jahrhundert wurde er angeblich von dem venezianischen Steinschleifer Hortentio Borgis zu einer spitzkegeligen Rose geschliffen. Die einzige erhaltene Beschreibung des bläulichen Diamanten durch einen Europäer lieferte 1665 der Franzose Jean-Baptiste Tavernier.
Seit der Eroberung Delhis durch Nadir Schah im Jahre 1739 gilt der Stein als verschwunden. Einige Quellen geben an, der Orlow, ein Stein, der ebenfalls im klassischen indischen Rosenschliff gearbeitet ist, sei ein Teilstück des Großmoguls. Dem widersprechen jedoch die meisten Historiker.

## Trivia
In der Sherlock-Holmes-Verfilmung Im Zeichen der Vier ist der Großmogul Bestandteil des Schatzes aus Indien.